# Ermita de Santa Eugènia
Can Santa Eugènia, i la capella de Santa Eugènia, és un conjunt arquitectònic de Cànoves i Samalús (Vallès Oriental) inclòs a l'Inventari del Patrimoni Arquitectònic de Catalunya.

## Descripció
Església de nau única dividida en dos trams per un arc diafragmàtic. Està cobert a dos vessants, en el centre sobresurt el campanar d'espadanya amb una sola obertura d'arc de mig punt. El portal és d'arc de mig punt format per grossos carreus rectangulars. La capella només té dues finestres fetes en època moderna en estil romànic. L'interior allotja una imatge moderna de Santa Eugènia, de terra cuita.

## Història
La capella està documentada des de l'any 1308, tot i que la tradició parla de què podria ser més antiga que l'església parroquial (segle xi). Es va reedificar al segle xvi. A principis del segle XX es va utilitzar com a escola. L'ermita es va restaurar el 1956, en aquesta data es va refer la volta que se sosté per un arc apuntat d'estil gòtic.